# Distrikt Ilulissat
Ilulissat ist seit 2009 ein grönländischer Distrikt in Westgrönland. Er ist deckungsgleich mit der von 1950 bis 2008 bestehenden Gemeinde Ilulissat.

## Lage
Der Distrikt Ilulissat füllt von der Südküste der Halbinsel Nuussuaq im Norden den größten Teil der Küste im Osten der Diskobucht. Im Norden grenzt der Distrikt Uummannaq an, im Süden der Distrikt Qasigiannguit. Der Küste vorgelagert liegt die Diskoinsel mit dem Distrikt Qeqertarsuaq.

## Geschichte
Die Gemeinde Ilulissat entstand 1950 durch die Dekolonialisierung des Kolonialdistrikts Jakobshavn. 1963 wurde der nicht auf der Diskoinsel liegende Teil der Gemeinde Vaigat an die Gemeinde Ilulissat gegeben. Ende der 1960er Jahre wuchs die Gemeinde Ilulissat im Süden, als die frühere Gemeinde Ilimanaĸ von der Gemeinde Qasigiannguit an Ilulissat fiel. Bei der Verwaltungsreform 2009 wurde die Gemeinde Ilulissat in die Qaasuitsup Kommunia eingegliedert und zu einem Distrikt. Seit 2018 ist der Distrikt Ilulissat Teil der Avannaata Kommunia.

## Orte
Neben der Stadt Ilulissat befinden sich folgende Dörfer im Distrikt Ilulissat:
- Ilimanaq (ab Ende der 1960er)
- Oqaatsut
- Qeqertaq (ab 1963)
- Saqqaq (ab 1963)

Daneben befanden sich die folgenden mittlerweile verlassenen Siedlungen in der damaligen Gemeinde bzw. im heutigen Distrikt:
- Appat
- Ataa

## Wappen
Das Wappen ist vertikal weiß-blau geteilt und zeigt einen Eisberg. In jeder Ecke befindet sich eine Schneeflocke. Das Wappen symbolisiert die Wetterverhältnisse in der Gemeinde. Der Eisberg ist eine Anspielung auf den Stadtnamen („Eisberge“). Das Wappen wurde von der Gemeinde selbst gestaltet und 1969 angenommen.

## Bevölkerungsentwicklung
Die Einwohnerzahl des Distrikts ist in den letzten Jahrzehnten stetig angestiegen.